# Roodpootbijvlieg
De roodpootbijvlieg (Eristalis cryptarum) is een vliegensoort uit de familie van de zweefvliegen (Syrphidae). De wetenschappelijke naam van de soort werd gepubliceerd in 1794 door Fabricius.
De roodpootbijvlieg is in Nederland sinds 1946 niet meer waargenomen.